# Burgin
Burgin és una població dels Estats Units a l'estat de Kentucky. Segons el cens del 2000 tenia 874 habitants.

## Demografia
Segons el cens del 2000, Burgin tenia 874 habitants, 372 habitatges, i 258 famílies. La densitat de població era de 290,9 habitants/km².
Dels 372 habitatges en un 29,8% hi vivien nens de menys de 18 anys, en un 55,6% hi vivien parelles casades, en un 9,9% dones solteres, i en un 30,6% no eren unitats familiars. En el 28,2% dels habitatges hi vivien persones soles el 14,5% de les quals corresponia a persones de 65 anys o més que vivien soles. El nombre mitjà de persones vivint en cada habitatge era de 2,35 i el nombre mitjà de persones que vivien en cada família era de 2,87.
Per edats la població es repartia de la següent manera: un 22,9% tenia menys de 18 anys, un 7,6% entre 18 i 24, un 28% entre 25 i 44, un 21,7% de 45 a 60 i un 19,8% 65 anys o més.
L'edat mediana era de 39 anys. Per cada 100 dones de 18 o més anys hi havia 87,2 homes.
La renda mediana per habitatge era de 34.135 $ i la renda mediana per família de 41.442 $. Els homes tenien una renda mediana de 31.324 $ mentre que les dones 21.400 $. La renda per capita de la població era de 16.756 $. Entorn del 9,8% de les famílies i l'11,8% de la població estaven per davall del llindar de pobresa.

## Poblacions més properes
El següent diagrama mostra les poblacions més properes.